# Stazione di Faido
La stazione di Faido è una stazione ferroviaria posta sulla linea del Gottardo, in Svizzera. Serve l'omonimo centro abitato.